# Beljevac
Beljevac (izvirno srbsko Бељевац) je naselje v Srbiji, ki upravno spada pod Občino Mladenovac; slednja pa je del Mesta Beograd.

## Demografija
V naselju, katerega izvirno (srbsko-cirilično) ime je Бељевац, živi 126 polnoletnih prebivalcev, pri čemer je njihova povprečna starost 42,5 let (44,3 pri moških in 41,0 pri ženskah). Naselje ima 43 gospodinjstev, pri čemer je povprečno število članov na gospodinjstvo 3,72.
To naselje je, glede na rezultate popisa iz leta 2002, večinoma srbsko.
|  |

| Demografija | Demografija     | Demografija     |
| Leto        | Št. prebivalcev | Št. prebivalcev |
| ----------- | --------------- | --------------- |
|             |                 |                 |
|             |                 |                 |
|             |                 |                 |
|             |                 |                 |
| 1948        | 182             |                 |
| 1953        | 191             |                 |
| 1961        | 209             |                 |
| 1971        | 220             |                 |
| 1981        | 167             |                 |
| 1991        | 177             | 175             |
| 2002        | 165             | 160             |
|             |                 |                 |

| Etnična sestava po popisu iz leta 2002 | Etnična sestava po popisu iz leta 2002 | Etnična sestava po popisu iz leta 2002 | Etnična sestava po popisu iz leta 2002 | Etnična sestava po popisu iz leta 2002 |
| -------------------------------------- | -------------------------------------- | -------------------------------------- | -------------------------------------- | -------------------------------------- |
| Srbi                                   | Srbi                                   |                                        | 159                                    | 99,37%                                 |
| Neznano                                | Neznano                                |                                        | 1                                      | 0,62%                                  |